# Кириченко Михайло Олександрович
Михайло Олександрович Кириченко (23 грудня 1974, Дніпропетровськ) — український дипломат. Тимчасовий повірений у справах України в Ефіопії (з 2015).

## Біографія
Народився 23 грудня 1974 року в місті Дніпропетровськ. У 1997 році закінчив Сімферопольський державний університет, інженер-фізик. Володіє англійською, іспанською та російською іноземними мовами.
У 1999—2001 рр. — аташе, третій секретар НАТО і офіс Західноєвропейського Союзу, Департамент євроатлантичної інтеграції Міністерства закордонних справ України.
У 2001—2002 рр. — другий секретар НАТО і Європейського бюро безпеки, Департамент з питань політики і безпеки МЗС України.
У 2002—2003 рр. — Віце-консул (економічні питання) Генеральне консульство України в Шанхаї (Китай)
У 2003—2007 рр. — другий секретар посольства України в Пакистані.
У 2007 році — перший секретар політичного офісу НАТО, Департамент НАТО МЗС України
У 2007—2008 рр. — слухач Дипломатичної академії України, МЗС України.
У 2008—2010 рр. — перший секретар Посольства України в Іраку.
У 2010—2013 рр. — перший секретар Посольства України в Перу.
У 2013—2015 рр. — Радник з питань Африки, четвертого територіального управління МЗС України.
З 3 березня 2015 року — Тимчасовий повірений у справах України в Ефіопії.
22 червня 2016 року — вручив акредитаційного листа голові комісії Африканського Союзу Нкосазані Дламіні-Зумі.